# U-31号潜艇 (1936年)
U-31号（德語：U 31）是纳粹德国战争海军建造的十艘VII-A型近岸潜艇（或称U艇）之一。它由不来梅的威悉船厂承建，于1936年9月25日下水，至同年12月28日交付使用。第二次世界大战期间，该艇曾执行过七次巡逻作战，共击沉13艘、击伤1艘同盟国或中立国舰船，累积总吨位为61,861吨。1940年3月11日，U-31号在亚德湾遭一架英国布伦海姆轰炸机的炸弹击沉，艇内58名官兵全数阵亡。它于四天后被打捞上岸，送往威廉港修复，继而于7月30日重新入役。然而至同年11月2日，该艇在爱尔兰西北部的北大西洋被英国驱逐舰羚羊号投掷的深水炸弹再次击沉，造成2人死亡，44人幸存。

## 设计
VII级潜艇是基于德国早期的潜艇发展而来，其设计可追溯到第一次世界大战的UB-III型，特别是被取消的UG级方案，再结合造舰工程局为芬兰设计的水妖级加以改进。VII级是单壳体结构，压载水舱以马鞍形安装在艇体上半部的两边舷侧是其最大的特征。由于编入舰队后的使用成绩较好，一边不断进行改进一边持续批量生产，结果成为了纳粹德国潜艇舰队的主力。
U-31号是VII级的第一个衍生型号VII-A型之一。其全长64.51米、舷宽5.85米、高9.5米，并有4.37米的吃水深度，水上和水下排水量分别为626吨和745吨。VIIA型艇采用两台猛狮生产的M6V 40/46型六缸四冲程1,155匹公制馬力（850千瓦特）柴油机用于水面运行，以及两台布朗-博韦里提供的GG UB 720/8型375匹公制馬力（280千瓦特）双作用电动发电机用于水下航行；水面最高航速17節（31每小時），水下8節（15每小時）；能够在水面以10節（19每小時）航速续航6,200海里（11,500），或以4節（7.4每小時）连续在水下航行94海里（174）而无需充电。尽管起居舱室非常狭窄，但由于其快捷的紧急下潜速度，VIIA型艇普遍受到船员们的欢迎，并被视为比更大、更迟钝的艇型更能保护他们免受敌人的攻击。
武器装备方面，U-31号较前型II级潜艇的装备更重，有四具艇艏内置和一具艇艉外置鱼雷发射管，可携带11枚G7型鱼雷或最多22枚TMA型水雷（TMB型则为33枚）。此外，该艇还搭载有一门配备220发弹药的88毫米35式速射炮以及一门配备1,195发弹药20毫米30式高射炮作为甲板炮。其标准船员编制为4名军官及40－44名水兵。

## 历史
1935年4月1日，海军造舰局不惜违反《凡尔赛条约》，正式将六艘VII-A型潜艇（U-27至U-32号）的建造合同发包予不来梅的威悉船厂。其中U-31号于1936年3月1日开始铺设龙骨，建造序列为912。经过近七个月的建造，它于1936年9月25日下水，至12月28日在前U-5号艇长、海军上尉罗尔夫·道的指挥下交付使用。完成海试后，该艇加入驻威廉港的“扎尔茨韦德尔”潜艇区舰队，先后担任前线艇和作战艇至1939年12月31日。西班牙内战期间，U-31号也曾被部署至西班牙沿岸执行观察任务。当U艇编制于1940年1月1日重组时，它又继续在驻威廉港的第2潜艇区舰队担任前线艇。同年3月11日12:00左右，刚完成改装的U-31号在亚德湾的希利希附近的水面上试航期间，遭到英国皇家空军第82中队一架布伦海姆轰炸机的袭击。飞行员迈尔斯·维利尔斯·德拉普巧妙地利用云层投下四枚改进型260磅（120）炸弹，致使潜艇爆炸并立即在编号为AN-9812的海军网格处（53°37′N 8°10′E / 53.617°N 8.167°E）沉没。这是一场全损，除全体船员外还有11名造船厂工人和2名区舰队助理工程师，合共53人遇难。U-31号成为二战中第一艘遭飞机击沉的U艇，但它仅四天后便被打捞上岸，送往威廉港修复，继而于7月30日重新投入第2区舰队服役，直至11月2日第二次沉没。
第二次世界大战期间，U-31号完成了七次巡逻，共计击沉13艘、击伤1艘同盟国或中立国舰船，累积总吨位为61,861吨。

### 作战巡逻
1939年8月21日，U-31号在海军上尉约翰内斯·哈贝科斯特的指挥下离开威廉港。该艇与U-35号和U-32号一同穿过威廉皇帝运河及诺伊施塔特前往梅默尔，为即将爆发的战争作准备。8月26日抵达后，U-31号于翌日从梅默尔出发，观察波罗的海和但泽湾的航运状况。六天后，该艇回到基尔，继而经威廉皇帝运河于9月2日返抵威廉港。在此次巡逻中，U-31号没有袭击任何舰船。
U-31号的第二次巡逻于9月9日11:00从威廉港启程，前往北大西洋和比斯开湾游弋。9月16日08:15，哈贝科斯特在北大西洋向盟军OB-4号护航船队的领头船舶发射了一枚鱼雷，并观察到它在断成两截后下沉。事实上，这艘名为阿维莫尔号（Aviemore，4,060总吨）的英国货船并不是被追击的护航船队的一份子，而是正好从船队的前方越过，并在克利尔岛西南约220海里（410）处被鱼雷击中后立即沉没。尽管如此，它依然成为二战中第一艘在潜艇袭击护航船队时被击沉的船只。9月24日12:50，无护航且无武装的英国货船黑兹尔塞德号（Hazelside，4,646总吨）在法斯耐特东南被U-31号发射鱼雷命中。该船随后试图全速逃跑，但哈贝科斯特用火炮阻截，继而以致命一击将其击沉。9月30日03:16，一艘身份不明的敌方潜艇曾向U-31号发射两枚鱼雷，但未能命中。对方以微弱的差距逃脱。在海上航行了二十三天后，U-31号于10月2日返抵威廉港。
哈贝科斯特率领U-31号于10月21日12:40离开威廉港执行第三次巡逻，经过为期十天、水面行程1,548.5海里（2,867.8）、水下行程212.3海里（393.2）的航行后，至10月31日12:15返回。10月27日傍晚，该艇曾在苏格兰的尤湾、即编号为AM-3853的海军网格内成功布设了十八枚水雷，共导致3艘英国军舰失事：首先是排水量高达33,950吨的本土舰队旗舰纳尔逊号，它于12月4日早晨出航时触雷，造成严重损坏及73名船员受伤，无法动弹。随后，英国皇家海军在这片地区展开扫雷行动，于12月23日再导致两艘武装拖网船阿尔巴峡谷号（HMS Glen Albyn，82总吨）和增进号（HMS Promotive，78总吨）触雷沉没。直到又扫除了五枚水雷之后，纳尔逊号才于1940年1月4日被拖离尤湾，送往朴茨茅斯接受维修。
第四次巡逻于11月19日从威廉港出发，但仅一天后便因冷却水泵出现故障而返航。经过修理并重新启程，U-31号得以前往奥克尼群岛附近的北大西洋和英格兰东岸游弋。12月1日05:50，哈贝科斯特在阵雨中用照明设备发现了无护航的挪威货船大角星号（Arcturus，1,277总吨），但可能由于潜望镜能见度较低而没有辨认出国家标识，并于09:27发射了第一枚鱼雷但错失。3分钟后，第二枚鱼雷击中大角星号的左舷前桅下方，使之在距拉特里角以东约80海里（150）处迅速沉没。12月3日13:20，无护航且中立的丹麦货船奥韦·托夫特号（Ove Toft，2,135总吨）被U-31号的一枚鱼雷击中船舯部，四分钟后在泰恩河以东约100海里（190）处沉没。该船是在12:55被发现并识别的，由于其航向可疑而遭到攻击。一天后的凌晨时分，容积总吨为1,271吨的挪威货船津利号（Gimlé）在阿伯丁以东约130海里（240）处被哈贝科斯特发射的鱼雷击中3号舱口，并迅速向右舷严重倾侧后沉没。当天下午15:42，U-31号又发射一枚鱼雷击中同样是来自挪威的货船报春花号（Primula，1,024总吨）的船艉，导致其两分钟后在斯通黑文以东约120海里处一分为二沉没。12月6日07:54，哈贝科斯特向爱沙尼亚货船阿古号（Agu，1,575总吨）发射了一枚鱼雷，并观察到该船在布莱斯东北约90海里（170）处被击中船舯部后立即沉没。无护航且中立的瑞典货船温加号（Vinga，1,974总吨）则是同一天深夜23:49在邓迪以东约100海里处被哈贝科斯特发射的一枚鱼雷击中，并于20分钟内缓缓沉没。带着入役以来最为丰硕的战果（击沉6艘，共计9,256总吨），U-31号于12月11日22:45返抵威廉港。
1940年1月15日，U-31号在哈贝科斯特的指挥下离开威廉港执行第五次巡逻。由于暴风雪和冰雹，该艇一度驶入黑尔戈兰岛避险，继而前往北海游弋。1月21日傍晚，它重返尤湾布下了十二枚水雷，但未能对任何船舶造成伤害。经过为期二十天、航行了约 2,100海里（3,900）后，U-31号于2月4日返回威廉港。
为了能够从比斯开湾向大西洋出击，继任艇长、海军上尉威尔弗里德·普雷尔贝格于9月16日率领U-31号离开威廉港执行第六次巡逻，派驻德占法国。在穿过威廉皇帝运河并在基尔和克里斯蒂安桑短暂经停后，该艇沿北大西洋、北海海峡、罗科尔沙洲和比斯开湾南下。经过为期二十二天、水面行程3,400海里（6,300）、水下行程87海里（161）的航行后，于10月8日抵达洛里昂的潜艇基地。途中U-31号共击沉两艘船舶，其中包括9月22日17:55在赫布里底群岛的刘易斯角西北偏北约100海里处用机炮截停法罗群岛籍帆船联合杰克号（Union Jack，81总吨）。甲板炮发射的约25发炮弹中只有几发击中了该船，但10分钟后它便从船艏沉没了。9月27日11:13，前一天刚从OB-218号护航船队中分散的挪威货船韦斯特瓦德号（Vestvard，4,319总吨）在罗科尔西南约170海里（310）处被普雷尔贝格发射的一枚鱼雷击中左舷3号舱口，至11:23又被另一枚鱼雷完成致命一击，在命中左舷4号舱口后于30秒内倾覆。而U-31号于11:04射出的第一枚鱼雷则从船底掠过。9月28日，U-31号曾观察到一艘敌对潜艇，遂潜入水中，听到一枚鱼雷飞过的声音，但没有命中。两天后，一艘身份不明的敌方潜艇又向U-31号发射了两枚鱼雷，但后者以微弱的差距完成规避。即将抵埗当天，U-31号还在洛里昂以南约15海里（28）处避开了英国潜艇三叉戟号发射的四枚鱼雷，继而在对方甲板炮的射击下被迫潜水。三叉戟号随后还投下了一些炸药，但都无果而终。这是U-31号在是次巡逻中第三度遭到敌方潜艇的攻击。普雷尔贝格在战争日记中讽刺地写道:“这次巡逻的主要任务是充当英国潜艇的靶船”。
10月19日，U-31号从洛里昂出发执行第七次、也是最后一次巡逻，前往英国西部的北大西洋。10月29日22:00，该艇在罗科尔以西约100海里处击沉了注册吨位为5,389吨、无护航的英国货轮马蒂纳号（Matina）的漂浮残骸。后者早于三天前便被U-28号发射的鱼雷击中船艉，进而遭到甲板炮的15发命中，使船体已处于下沉状态。11月2日清晨，普雷尔贝格在爱尔兰西北的北大西洋发现英国驱逐舰羚羊号，遂立即进入战斗岗位意图发动袭击，但海况不佳难以发射鱼雷。羚羊号也发现了U-31号，随即投掷6枚深水炸弹进行攻击。普雷尔贝格在接下来的两小时内巧妙地避开了羚羊号，但之后驱逐舰再次追踪到他，并进行了另一次精心准备的攻击，接连投掷两轮分别是6枚和3枚的深水炸弹齐射。这两轮齐射对U-31号而言是致命的。爆炸击穿了艇艉的沉浮箱，淹没了艉部鱼雷发射管和柴油发动机的主进气管，导致艇身急剧倾斜。为了平衡艇姿，普雷尔贝格派出了所有可用的人员进入艇艏舱室，但收效甚微——潜艇沉入了93米的深度。尽管总工程师认为可以修复损坏，但普雷尔贝格命令他设法浮出水面并凿沉艇只。羚羊号一见到U-31号便重新利用甲板炮开火，并派出救生艇登艇以便取出机密文件。但U-31号仍在通过电动机移动，并开启了通海阀，救生艇无法追上。当普雷尔贝格及其手下弃艇跳海时，驱逐舰再次开火并试图靠边登艇。但这艘无人操控的潜艇突然猛烈转向左舷并撞上了羚羊号，导致两个油箱和一个锅炉舱泄漏并造成其他损坏。此外，它在碰撞过程中倾覆，海水灌满了司令塔舱口并在56°26′N 10°18′W / 56.433°N 10.300°W、即编号为AM-2999的海军网格处沉没。羚羊号则救起了全艇46名官兵中的44人。U-31号也就此成为战争中唯一一艘遭到两次击沉的潜艇。

## 袭击历史摘要
| 日期           | 船名          | 船籍         | 吨位   | 结局         |
| -------------- | ------------- | ------------ | ------ | ------------ |
| 1939年9月16日  | 阿维莫尔号    | 英国         | 4,060  | 击沉         |
| 1939年9月24日  | 黑兹尔塞德号  | 英国         | 4,646  | 击沉         |
| 1939年12月1日  | 大角星号      | 挪威         | 1,277  | 击沉         |
| 1939年12月3日  | 奥韦·托夫特号 | 丹麦         | 2,135  | 击沉         |
| 1939年12月4日  | 津利号        | 挪威         | 1,271  | 击沉         |
| 1939年12月4日  | 纳尔逊号      | 英國皇家海軍 | 33,950 | 击伤（触雷） |
| 1939年12月4日  | 报春花号      | 挪威         | 1,024  | 击沉         |
| 1939年12月6日  | 阿古号        | 爱沙尼亚     | 1,575  | 击沉         |
| 1939年12月6日  | 温加号        | 瑞典         | 1,974  | 击沉         |
| 1939年12月23日 | 阿尔巴峡谷号  | 英國皇家海軍 | 82     | 击沉（触雷） |
| 1939年12月23日 | 增进号        | 英國皇家海軍 | 78     | 击沉（触雷） |
| 1940年9月22日  | 联合杰克号    | 法罗群岛     | 81     | 击沉         |
| 1940年9月27日  | 韦斯特瓦德号  | 挪威         | 4,319  | 击沉         |
| 1940年10月29日 | 马蒂纳号      | 英国         | 5,389  | 击沉         |

## 脚注
1. ↑  日本海人社，第20頁.
2. 1 2  Gröner 1991，第40頁.
3. ↑  Helgason, Guemundur. . German U-boats of WWII - uboat.net.   [2024-02-02]. （原始内容存档于2023-12-02）.
4. 1 2  . U-Boot-Archiv.   [2024-03-19]. （原始内容存档于2024-03-19）.
5. 1 2  Helgason, Guðmundur. . German U-boats of WWII - uboat.net.   [2024-03-19]. （原始内容存档于2022-11-27）.
6. ↑  Busch & Röll，第17頁.
7. ↑  Blair，第187頁.
8. 1 2  Helgason, Guðmundur. . German U-boats of WWII - uboat.net.   [2024-03-19]. （原始内容存档于2022-05-26）.
9. ↑  Helgason, Guðmundur. . German U-boats of WWII - uboat.net.   [2024-03-19]. （原始内容存档于2020-11-27）.
10. ↑  Helgason, Guðmundur. . German U-boats of WWII - uboat.net.   [2024-03-20]. （原始内容存档于2020-08-14）.
11. ↑  Helgason, Guðmundur. . German U-boats of WWII - uboat.net.   [2024-03-20]. （原始内容存档于2020-08-12）.
12. ↑  Helgason, Guðmundur. . German U-boats of WWII - uboat.net.   [2024-03-19]. （原始内容存档于2022-07-06）.
13. 1 2  Helgason, Guðmundur. . German U-boats of WWII - uboat.net.   [2024-03-20]. （原始内容存档于2020-10-28）.
14. ↑  Helgason, Guðmundur. . German U-boats of WWII - uboat.net.   [2024-03-20]. （原始内容存档于2020-09-23）.
15. ↑  Helgason, Guðmundur. . German U-boats of WWII - uboat.net.   [2024-03-20]. （原始内容存档于2020-09-23）.
16. ↑  Helgason, Guðmundur. . German U-boats of WWII - uboat.net.   [2024-03-20]. （原始内容存档于2020-09-19）.
17. ↑  Helgason, Guðmundur. . German U-boats of WWII - uboat.net.   [2024-03-20]. （原始内容存档于2020-09-25）.
18. ↑  Helgason, Guðmundur. . German U-boats of WWII - uboat.net.   [2024-03-20]. （原始内容存档于2020-09-19）.
19. ↑  Helgason, Guðmundur. . German U-boats of WWII - uboat.net.   [2024-03-20]. （原始内容存档于2020-09-30）.
20. ↑  Helgason, Guðmundur. . German U-boats of WWII - uboat.net.   [2024-03-20]. （原始内容存档于2020-09-19）.
21. ↑  Helgason, Guðmundur. . German U-boats of WWII - uboat.net.   [2024-03-20]. （原始内容存档于2020-08-04）.
22. ↑  Helgason, Guðmundur. . German U-boats of WWII - uboat.net.   [2024-03-20]. （原始内容存档于2022-07-06）.
23. ↑  Helgason, Guðmundur. . German U-boats of WWII - uboat.net.   [2024-03-20]. （原始内容存档于2020-11-27）.
24. ↑  Helgason, Guðmundur. . German U-boats of WWII - uboat.net.   [2024-03-20]. （原始内容存档于2020-09-21）.
25. ↑  Helgason, Guðmundur. . German U-boats of WWII - uboat.net.   [2024-03-20]. （原始内容存档于2020-09-26）.
26. ↑  . U-Boot-Archiv.   [2024-03-19]. （原始内容存档于2024-03-20）.
27. ↑  Helgason, Guðmundur. . German U-boats of WWII - uboat.net.   [2024-03-20]. （原始内容存档于2022-07-06）.
28. ↑  Helgason, Guðmundur. . German U-boats of WWII - uboat.net.   [2024-03-20]. （原始内容存档于2022-07-06）.
29. ↑  Helgason, Guðmundur. . German U-boats of WWII - uboat.net.   [2024-03-20]. （原始内容存档于2020-09-25）.
30. ↑  Busch & Röll，第20–21頁.
31. ↑  Blair，第252–253頁.